# Tradescantia sillamontana
Tradescantia sillamontana és una planta herbàcia de fulla perenne del gènere Tradescàntia. Aquesta espècie és una de les més suculentes dels xeròfits de les Tradescantia, alhora una de les més atractives. És endèmica de les zones seques de l'Estat de Nuevo León, al nord-est de Mèxic.

## Descripció
Té un aspecte molt distintiu. Les fulles estan disposades en una forma geomètrica precisa. Totes les parts de la planta estan cobertes de pèls gairebé completament blancs: fulles, brots, i fins i tot les gemes. Aquests pèls protegeixen la planta de la llum solar directa i l'evaporació excessiva. Les tiges assoleixen una alçada de 30 a 40 cm, primer són erectes, després postrades amb arrelament a terra. Les fulles són carnoses, ovals, de 3 a 7 cm de llarg, cobertes de pèls curts de color blanc grisenc. Durant l'estiu, les flors apareixen en els punts de creixement apical o en les axil·les de les bràctees; són flors típiques de Tradescantia. La corol·la es compon de tres pètals brillants de color porpra-rosa a porpra i tres sèpals petits.

## Cultiu
Tradescantia sillamontana és gairebé tan fàcil de cultivar com les altres espècies del gènere Tradescantia. Tanmateix, a diferència de la majoria de les espècies de Tradescantia, aquesta espècie és gairebé suculenta i gairebé xeròfila (Potser l'únic membre més xeròfil i suculent del gènere és Tradescantia navicularis). T. sillamontana es cultiva en un lloc ben il·luminat, encara que la llum directa del sol de l'estiu pot causar cremades, és necessària per a una aclimatació gradual.
La floració a l'estiu és bastant abundant, si es cultiva en bones condicions. La planta perd ràpidament el seu aspecte desitjable amb reg excessiu, un lloc massa fosc, i un excés de nitrogen. No es recomana ruixar les fulles en absolut. El sòl ha de permetre un bon drenatge, amb almenys un terç o la meitat de sorra gruixuda i grava. Requereix reg moderat durant l'estació de creixement; la planta hauria d'estar gairebé seca a l'hivern. La temperatura mínima durant el període de repòs és de 10 °C. La planta es pot dividir a la primavera, amb qualssevol dels brots de la poda.
En la zona subtropical aquesta planta és una de les plantes de jardí més populars. A Europa de vegades es cultiva en jardins i rocalles, però a l'hivern es posa en un hivernacle fresc o protegida del fred i la humitat amb un refugi temporal. La reproducció és fàcil per mitjà d'esqueixos de 5-8 cm de llarg, arrelades en sòl sorrenc, o per divisió i trasplantament de l'arbust.

## Taxonomia
Tradescantia sillamontana va ser descrita per Eizi Matuda i publicada al Boletín de la Sociedad Botánica de México 18: 1, f. 1. 1955.

### Etimologia
Tradescantia: nom genèric llatinitzat en honor dels naturalistes anglesos John Tradescant el Vell i John Tradescant el Jove (segles xvi i xvii).
sillamontana: epítet llatinitzat que fa referència al Cerro de la Silla, a Mèxic.

### Sinonímia
- Tradescantia pexata H.E. Moore